# Amet
Amet är en ort i Indien.   Den ligger i distriktet Rajsamand och delstaten Rajasthan, i den nordvästra delen av landet, 500 km sydväst om huvudstaden New Delhi. Amet ligger 584 meter över havet och antalet invånare är 17 434.
Terrängen runt Amet är platt åt sydost, men åt nordväst är den kuperad. Runt Amet är det tätbefolkat, med 257 invånare per kvadratkilometer. Det finns inga andra samhällen i närheten. Trakten runt Amet består i huvudsak av gräsmarker.